# Método del peso de combinación
Entre el peso equivalente o peso de combinación (Peq ) de un elemento en un compuesto y su peso atómico (Ar ) existe la relación: 
{\displaystyle val{\cdot }P_{eq}=A_{r}}
donde val es la valencia del elemento y, por tanto, el peso atómico es un múltiplo del peso equivalente.

Para determinar el peso atómico exacto de un elemento se determina en primer lugar el peso de combinación de uno de sus compuestos. El peso atómico será el múltiplo de este peso de combinación que más se acerque al valor aproximado obtenido mediante la ley de Dulong y Petit.
- Datos: Q6035938